# Robert Mulligan
Robert Patrick Mulligan (ur. 23 sierpnia 1925 w Bronx w Nowym Jorku, zm. 20 grudnia 2008 w Lyme) – amerykański reżyser filmowy, nominowany w 1963 do Oscara za reżyserię filmu Zabić drozda.

## Życiorys
Urodził się na Brooklynie w Nowym Jorku jako syn policjanta Jamesa Mulligana. Miał dwóch braci: Richarda (1932-2000) i Jamesa. Podczas II wojny światowej służył w United States Marine Corps. W młodości przez krótki czas pracował w redakcji magazynu New York Times, potem studiował dziennikarstwo i literaturę na Fordham University.
Po ukończeniu studiów rozpoczął pracę w stacji telewizyjnej CBS. Początkowo jako posłaniec, później awansował na stanowisko asystenta produkcji.
W 1949 zaproponowano mu wyreżyserowanie serialu Suspense (w wolnym tłumaczeniu na polski Napięcie), który realizował w latach 1949-1954. Największe uznanie przyniósł mu film Zabić drozda (1962). Film zdobył 3 Oscary, a Mulliganowi przyniósł jedyną nominację do tej nagrody w jego reżyserskiej karierze. Potem nakręcił jeszcze 15 filmów, ale żaden nie odniósł już takiego sukcesu.
Na początku lat 90. wycofał się z zawodu. W ostatnich latach życia ciężko chorował na serce. Zmarł w wieku 83 lat w swoim domu w mieście Lyme w stanie Connecticut, w wyniku rozległego zawału serca.

## Wybrana filmografia
- 1949-54: Suspense (serial telewizyjny)
- 1961: Kiedy nadejdzie wrzesień
- 1962: Zabić drozda
- 1963: Romans z nieznajomym
- 1965: Ciemna strona sławy
- 1969: Był tu Salvaje
- 1971: Lato roku 1942
- 1978: Za rok o tej samej porze
- 1978: Bracia krwi
- 1982: Pocałuj mnie na do widzenia
- 1988: Serce Clary
- 1991: Człowiek z księżyca